# Sofía de Halshany
Sophia de Halshany o Sonka Olshanskaya (en bielorruso: Соф'я Гальшанская; en lituano: Sofija Alšėniškė; en polaco: Zofia Holszańska; c. 1405-Cracovia, 21 de septiembre de 1461) fue una princesa de Halshany en el Gran Ducado de Lituania. Como cuarta y última esposa de Jogaila, rey de Polonia y gran duque de Lituania, fue reina consorte de Polonia (1422-1434). Como madre de Vladislao III, rey de Polonia y Hungría, y Casimiro IV, gran duque de Lituania y rey de Polonia, fue la progenitora de la dinastía Jagiellon.

## Primeros años y matrimonio con Jogaila
Sophia era la hija mediana de Andreyi Olshansky, hijo de Ivan Olshansky, mano derecha de Vitautas, y Alexandra Drucka, hija de Dmitry de Druck. Los historiadores discrepan sobre la identidad de Dmitry: la historiografía polaca normalmente lo identifica con Dmitri I Starshiy, medio hermano de Jogaila, mientras que los historiadores rusos le denominan Dimitri Semenovich, miembro de la dinastía Rurikid. Su padre murió cuando ella era joven, y la familia se mudó a Druck para vivir con el hermano de Alexandra, Siemion Drucki. Sophia creció en un ambiente rutenio y era cristiana ortodoxa oriental (su nombre ortodoxo es Sonka). Se cree que fue analfabeta y que apenas recibió educación.
Se desconoce cuándo Sofía y Jogaila se conocieron por vez primera. Se sabe que coincidieron en el invierno de 1420–1421 cuando Jogaila visitó Druck. En esta época, Sofía aún era adolescente, mientras que Jogaila tenía alrededor de 60 o 70 años y había enviudado tres veces (la más reciente en mayo de 1420 al fallecer Isabel de Pilica). Solo tenía una hija superviviente, Eduviges Jagellón, y ningún heredero varón. El matrimonio fue apoyado por su tío Siemion Drucki y Vitautas, el esposo de su tía, pero a él se opusieron la nobleza polaca y el emperador Segismundo, que proponía un matrimonio con la viuda de su hermano Sofía de Baviera.
Según una costumbre, sería una desgracia que la hermana más joven se casara antes que la mayor. Por tanto, la hermana mayor de Sofía, Vasilisa, se casó con Ivan Bielski, hijo de Vladimir Olgerdovich, medio hermano de Jogaila en 1421. En febrero de 1422, Sofía fue bautizada en la Iglesia católica (Sofía es el nombre de pila con el que se bautizó). La ceremonia de la boda, llevada a cabo por Matthias de Trakai, Obispo de Samogitia, tuvo lugar en Navahrudak el 7 o el 24 de febrero. Sin embargo, su coronación como reina de Polonia tuvo lugar dos años más tarde, el 5 de marzo de 1424. Este retraso está explicado por la resistencia de la nobleza polaca y la distante relación entre Sofía y Jogaila.

## Esposa de Jogaila

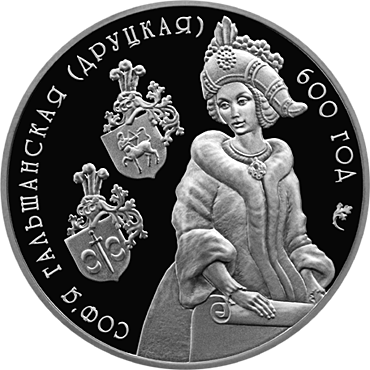
Sofía en una moneda conmemorativa de veinte rublos bielorrusos (2006)

En 1422, Sofía se instaló en el castillo de Wawel en Cracovia. Allí fue recibida con hostilidad por los seguidores del emperador Segismundo y la princesa Eduviges, particularmente Zbigniew Oleśnicki y las familias Tęczyńesquí y Tarnowski. Durante un año, la pareja pasó poco tiempo junta: Jogaila se fue a Prusia por la guerra de Gollub, a Lituania para pasar el invierno y a Hungría para negociar con el emperador Segismundo, mientras Sofía permanecía en Cracovia. Sola en una corte extranjera y hostil, Sofía escribió cartas a Jogaila expresando su infelicidad. Solo en abril de 1423, Jogaila se llevó a Sofía a Rusia. Es probable que la relación se hiciera más íntima durante aquel viaje, ya que Jogaila tomó medidas para que Sofía fuera coronada reina por el Arzobispo de Gniezno Wojciech Jastrzębiec. Las festividades de la coronación en marzo de 1424 duraron cinco días, y Sofía recibió las poblaciones de Stara Zagość y Bogucice Pierwsze, así como 20 000 grzywnas de Groschen de Praga.
En la noche del 30 al 31 de octubre de 1424, dio a luz a Vladislao III, el primer heredero varón nacido en Polonia en 114 años. Este hijo aumentó considerablemente el prestigio de Sofía y su influencia política en Polonia. Los padres pronto se vieron inmersos en una lucha política para asegurar la sucesión de Vladislao. La nobleza polaca afirmó que la pretensión de Jogaila al trono no era hereditaria y que el nuevo rey debería ser elegido por la nobleza. Se celebraron Congresos en Brest (abril 1425) y Łęczyca (mayo 1426), en el que los nobles declararon que Vladislao solo ascendería al trono si confirmaba ciertas libertades para los nobles y rechazaba la regencia de Sofía. Jogaila discrepó de la propuesta y prosiguió su campaña.

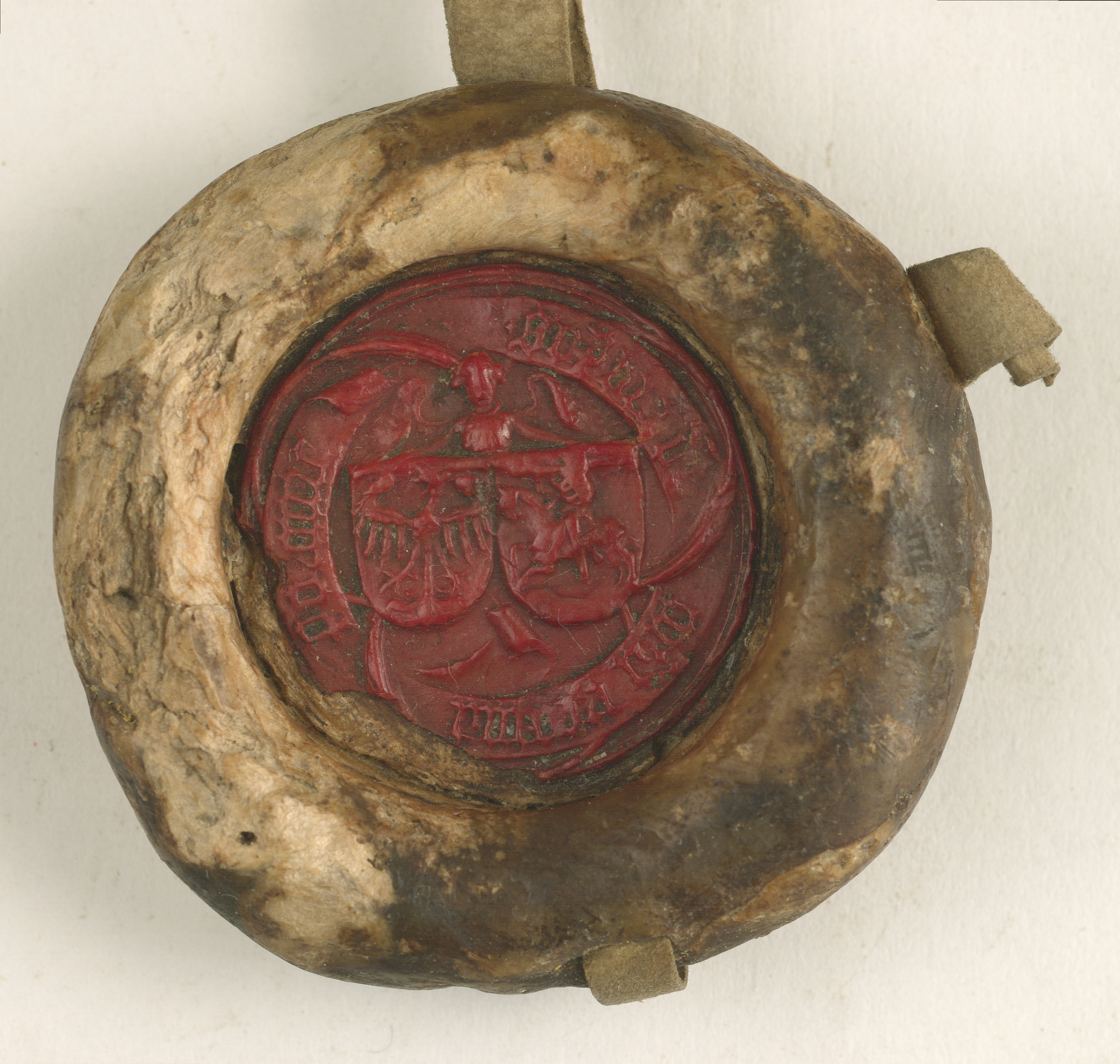
Sello de Sofía en un documento de 1435

El 16 de mayo de 1426 nació en Cracovia Casimiro, el segundo hijo de Jogaila. Sin embargo, el niño murió el 2 de marzo de 1427. Estas fechas, que figuran en fuentes históricas, contradicen un estudio de 1950 del esqueleto de Casimiro, que considera que los huesos son los de un niño de aproximadamente 18 meses. En la primavera de 1427, mientras se encontraba embarazada de un tercer hijo, Sofía fue acusada de infidelidad, lo que arrojaba dudas sobre la paternidad de Vladislao y del aún no nacido Casimiro. Dos de sus criados fueron arrestados y torturados y se acusó a siete hombres de ser amantes de Sofía: el tesorero Holańcza de Rogów, Piotr Kurowski, Wawrzyniec Zaręba, Jan Kraska, Jan Koniecpolski y los hermanos Piotr y Dobiesław de Szczekociny. El caso fue ante un tribunal. Después del nacimiento de su tercer hijo, Sofía juró ante un tribunal que era inocente y el caso fue desestimado. A pesar de que el escándalo duró varios meses, la paternidad de los hijos de Sofía no volvió a ser cuestionada.
El 29 o 30 de noviembre de 1427, Sofía dio a luz a Casimiro IV Jagiellon. La pareja real continuó trabajando para asegurar los derechos de sus hijos al trono polaco. En otoño de 1428, ambos viajaron a Lituania quizás para apoyar la concesión de una corona real al Gran Duque Vitautas. El anciano duque no tenía herederos y su corona habría pasado a Jogaila y sus hijos. Si la nobleza polaca quería preservar la unión polaco–lituana, tendrían que elegir a los hijos de Jogaila para ocupar el trono. Los historiadores resumen la estrategia como "a través de Lituania hereditaria a Polonia hereditaria." Sin embargo, el plan contaba con la vehemente oposición de la nobleza polaca mientras Vitautas insistía en ser coronado. Al final, en un congreso en Jedinia en marzo de 1430, Jogaila aceptó la declaración de la nobleza de que Vladislao solo heredaría el trono de Polonia si confirmaba ciertos privilegios y Sofía no era regente. Vitautas murió en octubre de 1430. Las disputas por su sucesión llevaron a la Guerra Civil lituana (1431-35). Esto hizo fracasar la estrategia para asegurar los derechos hereditarios en Polonia a través de Lituania y, en enero de 1433, Jogaila confirmó las resoluciones del congreso en Jedlnia. Los reyes polacos, incluso de la misma dinastía, tenían que ser elegidos por los nobles.
En diciembre de 1431, la princesa Eduviges, prometida de Federico II, Elector de Brandeburgo, murió por enfermedad. Sofía fue acusada de haber envenenado a su hijastra para eliminarla de las peleas por la sucesión. Otra vez, Sofía tuvo que jurar por su inocencia.

## Reina Madre

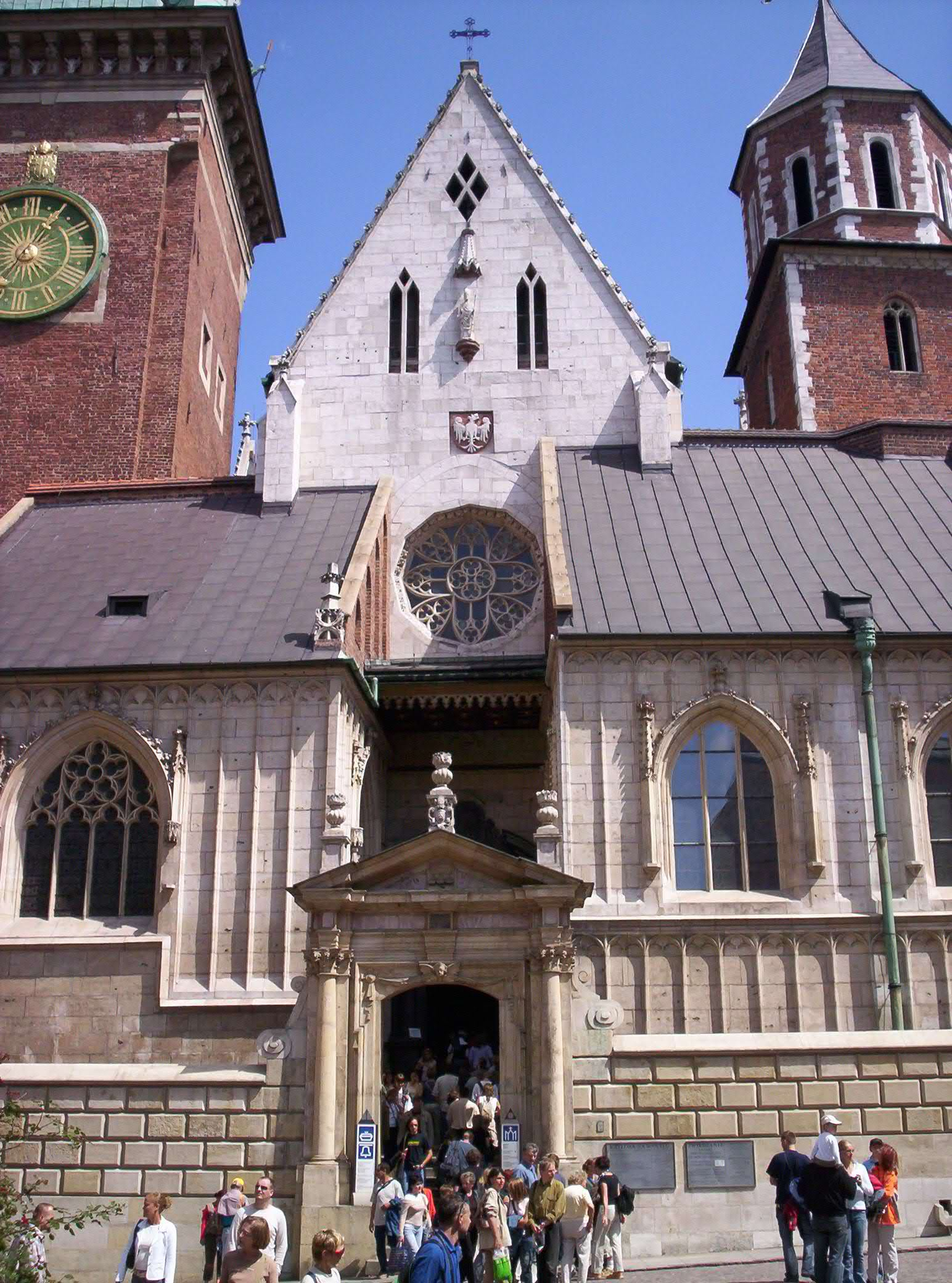
Capilla de la reina Sofía (izda) en la catedral de Wawel, financiada por Sofía en 1431-1432

El 1 de junio de 1434, Jogaila murió en Horodok. El poder fue asumido por el Obispo Zbigniew Oleśnicki y sus seguidores. El 25 de julio, siguiendo las disposiciones del Congreso de Jedlnia, Vladislao III de Polonia fue coronado rey de Polonia con diez años de edad. La regencia fue confiada al consejo real, y no directamente a Sofía y Oleśnicki que luchaban por la influencia en el consejo.
En verano de 1435, Sofía ayudó a Iliaș de Moldavia, el marido de su hermana más joven, María, a escapar de una prisión polaca y recuperar el poder en Moldavia. Iliaș juró lealtad a Vladislao y Moldavia pagó un tributo a Polonia. Apoyó también el compromiso entre Vladislao y Ana, duquesa de Luxemburgo y heredera de los Reinos de Hungría y Bohemia. No obstante, el proyecto no prosperó.
Después de la muerte del emperador Segismundo, la nobleza ohemia, principalmente los Husitas opuestos a Alberto de Austria, eligieron a Casimiro IV Jagiellon como su rey en marzo de 1438 en Chrudim. No se sabe si Sofía intebrvino para facilitar esta elección pero solía apoyar habitualmente a los Husitas, mientras que Oleśnicki se oponía a ellos. En otoño de 1438, el ejército polaco invadió Bohemia. Sin embargo, la campaña estuvo mal organizada y, después de los seguidores de Casimiro en Želenice, el ejército regresó a Polonia en octubre de 1438. En diciembre de 1438, los nobles polacos se reunieron en Piotrków Trybunalski y proclamaron que el rey Vladislao, a los 14 años, había alcanzado la mayoría de edad. Esta proclamación disolvió oficialmente la regencia, pero no fortaleció la posición de Sofía frente a Oleśnicki. Participó de manera activa para crear una confederación "para la protección del rey y del orden en el reino," a la que se oponía Oleśnicki y que apoyaban los Husitas, en Nowy Korczyn. La confederación, dirigida por Spytek de Melsztyn, fue derrotada en la Batalla de Grotniki.

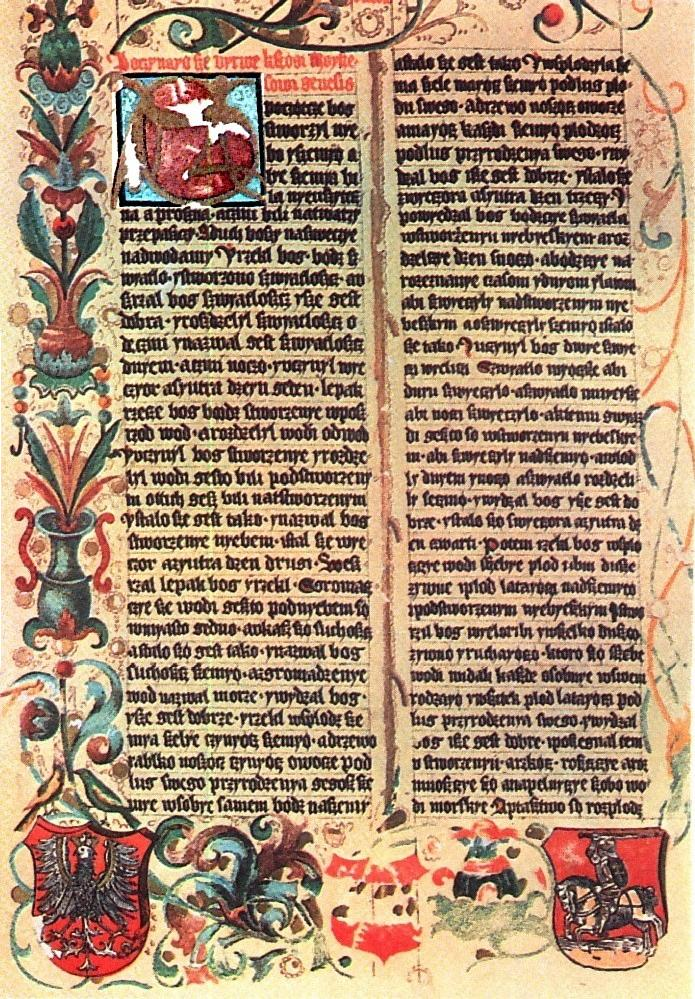
Biblia de Reina Sophia

Tras la muerte de Alberto en octubre de 1439, los nobles húngaros eligieron a Vladislao como su rey. Sofía escoltó a su hijo hasta la frontera húngara. Se despidieron el 22 de abril de 1440 en Czorsztyn. Fue la última vez que Sofía vio a su primogénito. En marzo de 1440, Segismundo Kęstutaitis, gran duque de Lituania, fue asesinado. Con Vladislao en Hungría, la nobleza lituana, dirigida por Jonas Goštautas, invitó a Casimiro a Vilna y le eligió como Gran Duque. Sofía permaneció en Polonia y dedicó los siguientes cuatro años a la Tierra de Sanok y su Castillo. Según se dice, fue una administradora capaz y se ganó el respeto de la población local. Sin embargo, las rentas de la tierra no eran suficientes para mantener su estilo de vida y acumuló algunas deudas.
Vladislao murió en la Batalla de Varna el 10 de noviembre de 1444. La noticia devolvió a Sofía a la política nacional. En abril de 1445, participó en el congreso en Sieradz donde los nobles polacos eligieron rey a Casimiro. Sin embargo, Casimiro no estaba ansioso por reclamar el trono y rechazó viajar a Polonia. Sofía viajó a Lituania donde se reencontró con Casimiro, después de una separación de cinco años, en Hrodna en octubre de 1445. Casimiro rehusó volver a Polonia y durante los dos años siguientes, Sofía actuó como intermediaria entre Casimiro y los nobles polacos. En 1466, lo nobles polacos, eligieron rey a Boleslao IV de Varsovia en el caso de que Casimiro rechazara definitivamente el trono. Sofía envió delegados a su hijo, que finalmente accedió a convertirse en rey. Según Jan Długosz, las súplicas maternales de Sofía convencieron a los nobles para confirmar a Casimiro como rey en Nowy Korczyn pese al apoyo de Oleśnicki a Boleslao. El 25 de junio de 1447, Casimiro era coronado rey de Polonia.
Como nuevo rey, Casimiro apartó a Oleśnicki del poder, pero permitió a Sofía participar en el consejo real. Acompañó a Casimiro en sus viajes y continuó influyendo en sus decisiones. Casimiro apoyó a los sobrinos de Sofía, Roman II y Alexăndrel de Moldavia. Su influencia decayó considerablemente después del matrimonio de Casimiro con Isabel de Habsburgo en 1454. Su última acción política conocida fue enviar delegados al recién elegido papa Pío II para conocer su opinión sobre la guerra polaco-teutónica (1454-66).
Según Długosz, Sofía enfermó después de comer demasiados melones y rechazar el tratamiento. La enfermedad empeoró y quedó paralizada. Murió el 21 de septiembre de 1461 y fue enterrada en la Capilla de la Santísima Trinidad de la Catedral de Wawel, cuya construcción y decoración había financiado en 1431-1432. En el momento de su muerte, tenía cuatro nietos y una nieta.
Sofía patrocinó una traducción de la Biblia a la lengua polaca (1453-1461). Incluso, aunque la traducción no fue completada, el trabajo conocido como la Biblia de la reina Sofía, es un importante hito de la lengua polaca.